# 蟻浴

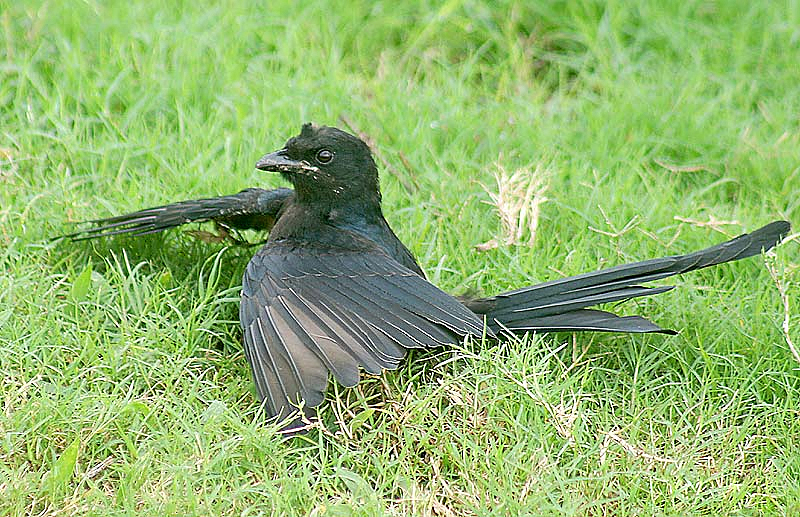
典型的な蟻浴の身振りをするオウチュウ

蟻浴（ぎよく、独: Einemsen、英: anting）とは、鳥類が自らの羽に昆虫、通常はアリを擦り付ける行動である。

## 概説
アリなどの昆虫はギ酸などの、殺虫剤・殺ダニ剤・殺菌剤 として機能しうる化学物質を分泌する。また、味の悪い酸を除去してそれらの昆虫を食べられるようにするという目的とも考えられている。鳥自身の尾腺から出る分泌物を補っているとも見られる。アリの代わりにヤスデが用いられることもある。250以上の種が蟻浴をすることが知られている。日本に生息する鳥類の例ではカラス、ムクドリなど。

## 発見史
この行動は、ドイツの鳥類学者エルヴィン・シュトレーゼマンによって1935年に『鳥類学月報』誌（Ornithologische Monatsberichte XLIII. 138）でeinemsenとして初めて記述された。インドの鳥類学者サリーム・アリーは1936年に『ボンベイ自然誌協会誌』において、いとこのフマーユーン・アブドゥラリによる観察の解釈を行い、その中でシュトレーゼマンの論文について考察し、この語はantingと英訳できるのではないかと提案した。
蟻塚の土を羽にまぶす鳥が観察されており、これも蟻浴と同等なものであると考える研究者もいる。

## 効用
蟻浴はダニなどの羽につく寄生虫を減らしたり、菌類・細菌類を抑えたりするのではないかと考えられてきたが、いずれの理論にも説得性のある論拠はほとんどない。ある種のアリが用いられることは、それらが放つ化学物質の重要性を示唆している。
鱗翅目の幼虫を用いた「蟻浴」の例も多々あり、臭角から放出される防御物質を利用しているのではないかとする考察がある。またホソクビゴミムシ、ハサミムシ、ヤスデなどのキノン類を放つ虫や、さらには生のタマネギ、ヘアトニック、防虫剤、溶いたマスタード、燃えるマッチのような刺激性のあるもの全般でも蟻浴行動が誘発される場合がある。
アオカケスの観察に基づく蟻浴の別の効用の仮説として、有害な酸を自分の羽に散らすことで昆虫を食べられるようにしているのだというものがある。アオカケスはアリの酸嚢が満たされている時にのみ蟻浴行動を見せ、実験的にアリの酸嚢を取り除いておいた場合には蟻浴は見られなかった。
羽の生え変わりに蟻浴が関係しているという説もある。しかしながら、この相関関係は夏には蟻の活動が増大することにも帰しうる。